# جاك جوليان
جاك جوليان هو كاتب كندي، ولد في 7 سبتمبر 1962 في تورونتو في كندا.